# 2. Basketball-Bundesliga 1991/92
Die Saison 1991/1992 war die siebzehnte Saison der 2. Basketball-Bundesliga.

## Modus
Zum Saisonbeginn wurde der Spielbetrieb des DDR-Basketballverbandes DBV (Deutscher Basketball Verband) in den DBB-Spielbetrieb integriert. Die Einordnung orientierte sich an der Spielstärke, so dass nur zwei Vereine in die 2. Basketball-Bundesliga integriert wurden. Beide Vereine waren dem Regionalbereich Nord zugeordnet, so dass die Nordstaffel einmalig auf 14 Mannschaften aufgestockt wurde. Die Südstaffel spielte regulär mit zwölf Mannschaften. Nach einer Einfachrunde spielten die sechs bestplatzierten Mannschaften der Südstaffel eine Aufstiegsrunde aus, deren Meister in die Basketball-Bundesliga aufstieg. Die Mannschaften von Platz 7 bis 12 spielten eine Abstiegsrunde aus, bei der entsprechend der Zahl der Bundesliga-Absteiger und der zugeordneten Regionalliga-Aufsteiger die Absteiger ermittelt wurden. Aufgrund der 14 Mannschaften in der Nordstaffel wurde der Modus für diese Staffel abgewandelt. Nach der Einfachrunde spielten nur die ersten vier Mannschaften eine Aufstiegsrunde aus, die Abstiegsrunde wurde nicht ausgespielt. Stattdessen stiegen nach der Einfachrunde vier Mannschaften direkt ab (zwei Mannschaften orientiert an den zwei zugeordneten Regionalligen und zwei zusätzliche Mannschaften um die Staffelgröße wieder auf zwölf zu vermindern). Sowohl in die Aufstiegs- als auch Abstiegsrunde wurden alle Punkte der Hauptrunde mitgenommen.

## Teilnehmende Mannschaften

### Gruppe Nord
Aus dem DDR-Spielbetrieb kamen der USC Magdeburg und die SG AdW/BT Berlin hinzu.
- Godesberger TV

Absteiger aus der Basketball-Bundesliga
- TuS Herten

Absteiger aus der Basketball-Bundesliga
- MTV Wolfenbüttel
- Oldenburger TB
- Paderborn Baskets

Ausgegliederte Basketball-Abteilung des VBC Paderborn
- SC Rist Wedel
- Aplerbecker SC 09
- SVD 49 Dortmund
- ART Düsseldorf
- TK Hannover
- USC Magdeburg

ehemaliger DDR-Oberligist
- SG AdW/BT Berlin

ehemaliger DDR-Oberligist AdW Berlin
Spielgemeinschaft aus BSV AdW Berlin und Berliner Turnerschaft
Aufsteiger aus den Regionalligen Nord und West
- BG 74 Göttingen
- DJK Adler Essen-Frintrop

### Gruppe Süd
- FC Bayern München
- SV 03 Tübingen
- KuSG Leimen
- Lotus München

Die Herrenmannschaft des MTSV Schwabing und die Damenmannschaft der SG BC/USC München wurden in dem neuen Verein Lotus München eingebracht. Lotus München übernahm die entsprechenden Startplätze in den jeweiligen Ligen.
- EOSC Offenbach
- 1. FC Baunach
- DJK Würzburg
- USC Freiburg
- Post SV Karlsruhe

Aufsteiger aus den Regionalligen Mitte, Südwest und Süd
- DJK SB München
- SV Oberelchingen
- TSV Speyer

## Saisonverlauf

### Abschlusstabellen Hauptrunde
Nord
| Platz | Team                         | Gesamt    | Gesamt |
| ----- | ---------------------------- | --------- | ------ |
| 1.    | SVD 49 Dortmund              | 2282:1985 | 42:10  |
| 2.    | BG 74 Göttingen (N)          | 2437:2262 | 38:14  |
| 3.    | TK Hannover                  | 2322:2141 | 36:16  |
| 4.    | TuS Herten (A)               | 2277:2125 | 36:16  |
| 5.    | MTV Wolfenbüttel             | 2311:2066 | 34:18  |
| 6.    | Paderborn Baskets            | 2236:2050 | 34:18  |
| 7.    | Oldenburger TB               | 2273:2265 | 26:26  |
| 8.    | SG AdW/BT Berlin             | 2325:2270 | 24:28  |
| 9.    | Aplerbecker SC 09            | 2202:2224 | 24:28  |
| 10.   | Godesberger TV (A)           | 2259:2340 | 20:32  |
| 11.   | ART Düsseldorf               | 2043:2211 | 20:32  |
| 12.   | SC Rist Wedel                | 2196:2276 | 16:36  |
| 13.   | DJK Adler Essen-Frintrop (N) | 2155:2443 | 12:40  |
| 14.   | USC Magdeburg                | 1900:2560 | 2:50   |

Süd
| Platz | Team                 | Gesamt    | Gesamt |
| ----- | -------------------- | --------- | ------ |
| 1.    | 1. FC Baunach        | 1704:1591 | 30:14  |
| 2.    | Lotus München        | 1773:1677 | 30:14  |
| 3.    | SV 03 Tübingen       | 1755:1709 | 30:14  |
| 4.    | DJK Würzburg         | 1811:1676 | 28:16  |
| 5.    | Post-SV Karlsruhe    | 1803:1669 | 28:16  |
| 6.    | FC Bayern München    | 1732:1704 | 24:20  |
| 7.    | USC Freiburg         | 1682:1746 | 20:24  |
| 8.    | TSV Speyer (N)       | 1689:1737 | 20:24  |
| 9.    | EOSC Offenbach       | 1837:1820 | 20:24  |
| 10.   | SV Oberelchingen (N) | 1649:1663 | 18:26  |
| 11.   | DJK SB München (N)   | 1753:1981 | 8:36   |
| 12.   | KuSG Leimen          | 1812:2027 | 8:36   |

### Aufstiegsrunden
Nord
| Platz | Team                | Gesamt *  | Gesamt * |
| ----- | ------------------- | --------- | -------- |
| 1.    | SVD 49 Dortmund     | 2768:2445 | 52:12    |
| 2.    | BG 74 Göttingen (N) | 2983:2783 | 42:22    |
| 3.    | TuS Herten          | 2809:2666 | 42:22    |
| 4.    | TK Hannover         | 2811:2672 | 40:24    |

Süd
| Platz | Team              | Gesamt*   | Gesamt* |
| ----- | ----------------- | --------- | ------- |
| 1.    | SV 03 Tübingen    | 2536:2452 | 44:20   |
| 2.    | Lotus München     | 2549:2455 | 42:22   |
| 3.    | Post-SV Karlsruhe | 2553:2418 | 38:26   |
| 4.    | DJK Würzburg      | 2553:2408 | 36:28   |
| 5.    | 1. FC Baunach     | 2402:2372 | 36:28   |
| 6.    | FC Bayern München | 2515:2451 | 34:30   |

 * Es wurden alle Ergebnisse der Hauptrunde in die Aufstiegsrunde mitgenommen.

### Abstiegsrunden
Nord
Aufgrund der Staffelgröße von 14 Mannschaften wurde keine Abstiegsrunde ausgespielt. Da die zwei BBL-Absteiger der Südstaffel zugeordnet waren, gab es einen regulären Absteiger weniger, insgesamt also drei direkte Absteiger.
Süd
| Platz | Team                 | Gesamt *  | Gesamt * |
| ----- | -------------------- | --------- | -------- |
| 1.    | TSV Speyer (N)       | 2599:2563 | 38:26    |
| 2.    | EOSC Offenbach       | 2673:2618 | 32:32    |
| 3.    | SV Oberelchingen (N) | 2429:2462 | 30:34    |
| 4.    | USC Freiburg         | 2448:2521 | 28:36    |
| 5.    | DJK SB München (N)   | 2602:2841 | 14:50    |
| 6.    | KuSG Leimen          | 2621:2919 | 12:52    |

 * Es wurden alle Ergebnisse der Hauptrunde in die Abstiegsrunde mitgenommen.